# جزيرة زبيدة
جزيرة زُبيدة هي إحدى الجزر الواقعة في البحر الأحمر، وتتبع منطقة تبوك شمال غرب السعودية. تبلغ مساحة الجزيرة نحو 2,8 كم2 وتبعد عن الساحل بحوالي 0,10 ميل بحري.